# アブー・イナーン・ファーリス
アブー・イナーン・ファーリス（アラビア語: أبو عنان فارس بن علي 、1329年 - 1358年）は、マリーン朝の第12代スルターン（在位1348年 - 1358年）。11代スルターン・アブー・アルハサン・アリーの子。

## 生涯
1348年に父アブー・アルハサンが遠征中にカイラワーンで戦死した誤報を受け取ると、アブー・イナーンはフェズで父に代わるスルターンを称した。1350年に軍の残党を率いたアブー・アルハサン・アリーに勝利する。
即位後にアミール・アル・ムーミニーンというカリフの称号を名乗り、マグリブの再統一に着手した。1352年にザイヤーン朝の首都トレムセンを再征服し、ザイヤーン朝のスルターンを殺害する。翌1353年にハフス朝が支配するビジャーヤを占領、1357年にハフス朝の首都チュニスに入城したときにマリーン朝は絶頂期を迎える。
しかし、アラブ遊牧民の反乱に遭い、アブー・イナーンはイフリーキーヤを放棄してフェズに退却しなければならなくなった。1356年末にアブー・イナーンは病に罹り、その間に人質としてフェズの宮廷に往来していたハフス朝の王族アブー・アブドゥッラーとイブン・ハルドゥーンが反乱を企てるが、計画は事前に露見する。治世の末期には国内で反乱が続発し、1358年にフェズで宰相のハサン・ブン・アマルによって絞殺された。
彼の死後、マリーン朝は衰退の路を辿る。

## 文化事業

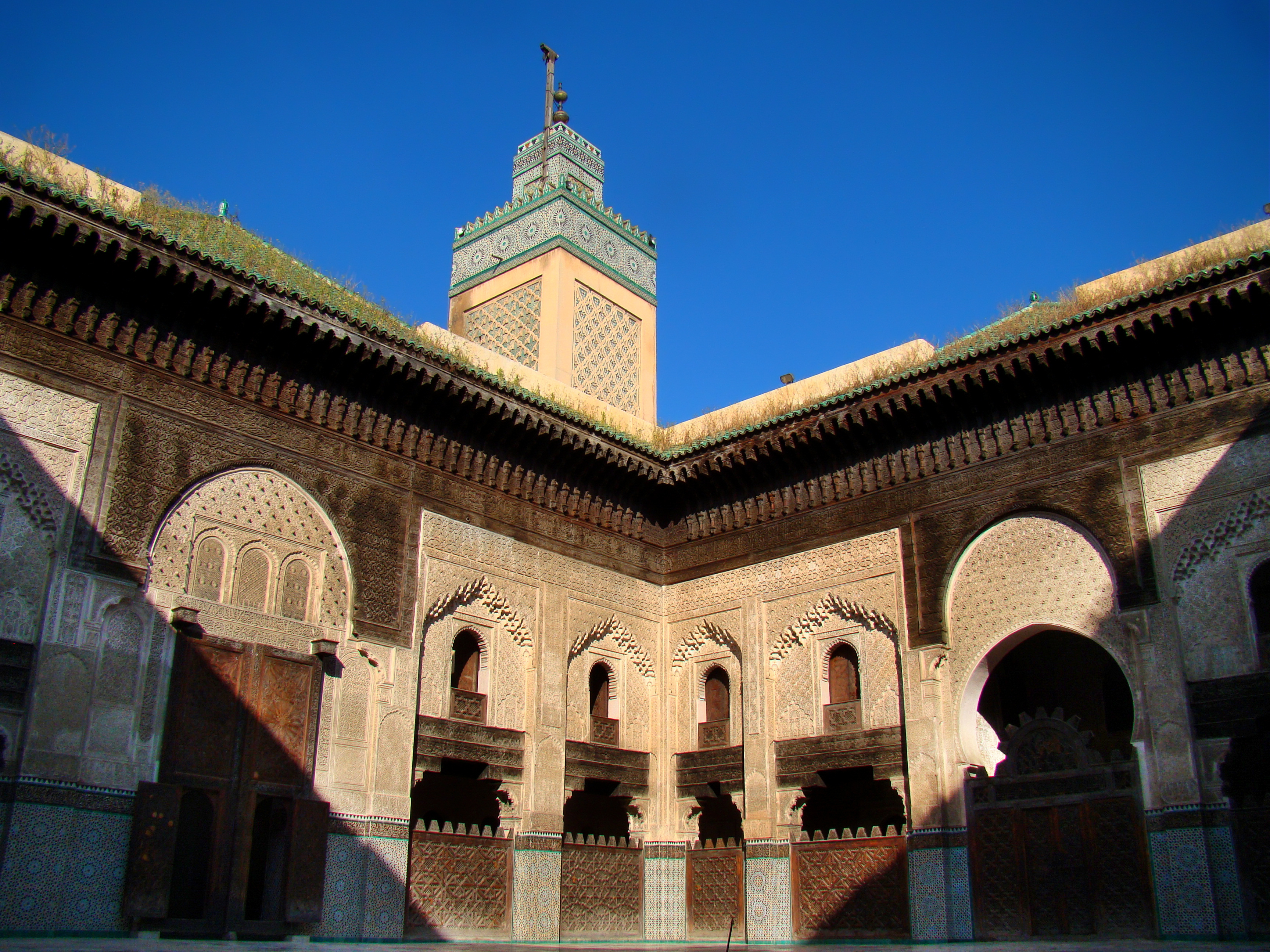
フェズのブー・イナーニーヤ・マドラサ

アブー・イナーンはアブー・アルハサンの文化事業を継承し、芸術家と職人を厚く保護した。父の時代に建築が開始されたモスク、マドラサを全て完成させ、その中の代表的なものとしてフェズとメクネスに建設された彼の名を冠するマドラサが挙げられる。フェズのブー・イナーニーヤ・マドラサはマリーン朝期のマドラサとしては最大のものであり、建築様式の美しさも評価されている。
また、芸術家と同様に学者と文人たちにも厚遇を与えた。1354年に法学者イブン・バットゥータが長期の旅行から帰国すると、宮廷書記のイブン・ジュザイーに命じて彼が口述した見聞録を記録させ、1356年に『三大陸周遊記』が完成する。また、側近の学者地の勧めに応じ、1354年に当時チュニスで官職に就いていたイブン・ハルドゥーンをフェズの宮廷に招待した。